# 马来群岛
2°56′S 107°55′E / 2.933°S 107.917°E
馬來群島（英語：Malay Archipelago）或努山塔拉群島（英語：Nusantara Archipelago）是一组散布于印度洋和太平洋上，位於东南亚大陸和澳大利亚之间的群島。該群島由2万多个岛屿组成，是世界上面积最大的群岛。群岛上的国家有印度尼西亚、菲律宾、马来西亚（东马） 、文莱、新加坡、东帝汶。台灣島、新幾內亞島一般不納入馬來群島之範疇。

## 詞源及用法
「馬來群島」此常用名源於馬來人種概念，該種族涵蓋今日的印尼、馬來西亞和菲律賓民族。歐洲殖民主義者從對馬來族帝國三佛齊影響的觀察，提出了這個種族概念。
19世紀博物學家阿尔弗雷德·拉塞尔·华莱士把「馬來群島」一詞用作其重要著作《馬來群島》的名稱。該書記載了他在該地區的研究。華萊士以「印度群島」和「印度-澳大利亞」群島指稱當地。他基於地形的相似性，把所羅門群島和馬來半島納入該地區。正如華萊士所指，應否以文化和地理因素撇除巴布新幾內亞仍有爭論：巴布新幾內亞的文化與該地區其他國家相當不同，而新幾內亞島地理上不是亞洲大陸一部分；巽他陸架（Sunda Shelf）上的島嶼才是（另見澳大利亞大陸）。
馬來群島在歐洲殖民時代曾稱為「東印度」，現在偶會這樣指稱，但历史上，「东印度」的地域概念比较松散，既适用于现在的印度尼西亚共和国（前荷属东印度），也可包括马来群岛（菲律宾属于本群岛），广义的「東印度」還包括中南半島（又稱印度支那）和印度次大陸，以至伸延至整个东南亚和印度。印尼人則以「努沙登加拉」（Nusantara）一詞表示「馬來群島」。該地區也有「印度尼西亞群島」一稱。

## 區劃
马来群岛的大部分岛屿，介于亚洲大陆（西北）和澳大利亚（東南）之间，沿赤道伸展六千一百公里（3,800哩）以上的宽阔地带。包括婆罗洲、西里伯斯、爪哇及苏门答腊几座主要岛屿。政治上包括新加坡、汶莱、印尼、马来西亚、菲律宾和东帝汶六国。有时也会把美拉尼西亚群岛的巴布亚新几内亚包括进来。

## 地理及地質
馬來群島的水陸面積逾200萬平方公里，将印度洋（南）和太平洋（北、东）分隔开，地形可分不同的两部分︰涵盖苏门答腊、婆罗洲、爪哇和部分新几内亚岛的大陆棚；而西部的巴里与婆罗洲之间，东部的阿鲁（Aru）与新几内亚东部之间的岛屿则为新褶曲海底山脉。
本地区的核心是巽他台地，台地上面是浅海，台地亦称巽他陆棚（Sunda Shelf），巽他陆棚是东南亚大陆延伸的稳定地块。邻近的莎湖陆棚，新几内亚及其附属岛屿是莎湖陆棚的一部分，同样也是澳大利亚大陆的延伸。在这核心周围，本地区的其馀部分则是陆棚外缘一系列连续褶皱运动逐步形成的，更强烈和广泛的造山幕发生于中生代时期。位于许多板块的会合处，故而地质运动颇为剧烈，火山活动相当的活跃，整個地区各处散布著二百多座火山，其中约七十座在印度尼西亚、过去一百五十年间曾喷发过。在四个主要冰期，当时海平面比现在低过一百公尺（300呎），巽他与莎湖两陆棚露出海面，陆棚地面大河奔流，当时的动物和古人类可藉陆桥穿越此处。当一萬七千年前冰盖融解後，巽他陆棚一部分被淹没，山脉和较高的地方成了浅海浸入的岛屿或半岛。
马来群岛地处热带，赤道横穿整个群岛，群岛大部为热带雨林所覆盖。群島的25,000個島嶼包括了許多較小的群島。其中最大的群島如下：
- 巽他群島
  - 大巽他群島
  - 小巽他群島
- 摩鹿加群島
- 菲律賓群島

五大島嶼包別是蘇門達臘島、婆羅洲、蘇拉威西島、爪哇島、呂宋島和棉蘭老島。另外一个有时会被包含进来的新幾內亞一般被归属于大洋洲美拉尼西亚群岛。
馬來群島地理上是世界上最多活火山的地區之一。構造抬升產生了高山，最高者有沙巴的京那巴魯山（海拔4,095.2米）；如果计入新几内亚，则是巴布亞的查亞峰（海拔4,884米）最高。群島地處赤道之上，屬於熱帶氣候。

華萊士線分隔開澳大利亞和東南亞的生物相。峇里島和龍目島之間的龍目海峽的深海形成了一道水障，這景象在低海平面連接現時分隔兩邊的島嶼和陸地時仍可看到。

### 生物地理
華萊士以「馬來群島」一詞作為其記錄當地研究的重要著作的名稱。他注意到似乎有一條隱形的界線將亞洲和澳洲的動植物分開。為紀念他的發現，科學界將劃分這兩區的界線稱為華萊士線。冰河時期的分界線由婆羅洲和蘇拉威西島之間的深海海峽形成，並穿過峇里島和龍目島之間的龍目海峽。過渡區現稱為華萊士區（Wallacea Zone），擁有源於亞洲和澳洲的混合種，以及當地的特有種。

## 物种

### 动物
马来群岛的动物区系也颇丰富，但大型动物不多，象、虎、犀牛、野牛、貘及猿都属于亚洲种。区系动物在巽他陆棚岛屿的分布不均匀，标志著这些岛屿在不同地质时期的联接或分离。澳大利亚的区系动物，袋鼠在新几内亚有被发现，其他有袋类分布越过莎湖陆棚远达帝汶和西里伯斯岛，两岛之间的某些岛屿则有风土种如矮水牛以及小巽他群岛的科莫多岛（Komodo Island，弗洛里斯岛〔Flores〕附近）上的科莫多巨蜥。群岛也许拥有全世界最丰富的昆虫和鸟类，它们分布范围更广泛，特别引人注目的是大螯甲虫、巨蝶、羽色绚丽的极乐鸟、俊美的孔雀雉和斑斓的美冠鹦鹉。

### 植物
在大部分馬來群岛上，大雨和高温导致植物全年快速生长，种群丰富。雨水充沛地区覆被著热带长绿雨林，比较乾爽的地区有半落叶季风林，包括柚木和桉树，这类森林主要呈季节性生长。其他森林类型有海滨林（红树林、水椰子、露兜）、沼泽林及山地林。有一百五十多种棕榈，包括椰子、糖棕、西谷棕、槟榔等。竹子分布于全区。大片自然林被人类农耕反覆清除，现在主要孳生著白茅（Imperata cylindrica）。
馬來群岛的植物区系是世界上最丰富的，乔木、灌木和草类多达三萬种以上，属于二千五百多个已鉴定的科。种群丰富是雨水充沛、生长期长、地形差异与环境复杂的结果，也是馬來群岛作为亞、澳两大陆之间的陆桥位置等作用综合形成的。两大陆动植物在群岛上发生混合。

## 地貌
本地区群岛地形以崎岖的山地为骨架，上覆著火山带，许多火山锥高出三千公尺（一萬呎）。在稳定的巽他陆棚各地，山坡长期遭受风化，轮廓平缓；而不稳定地区山脉地形很不规则。有些岛屿有广阔的河口湾，而许多浅海沿岸，如苏门答腊东岸、婆罗洲西岸和南岸、新几内亚西南岸，拥有大片沼泽带，终年积水，不适人居；而爪哇中部和东部、苏门答腊北部以及小巽他群岛部分地方则因地处冲积平原且排水良好，故人口众多。

## 水文
群岛的多山地形，加上充沛的年降雨量，使短小、坡降陡的河流侵蚀力强。大陆棚岛屿的河流将其侵蚀物沉积于周围浅海，迅速生成广大的氾滥平原与三角洲，这类低地上的河流漫长，如苏门答腊的穆西河（Musi）、婆罗洲的卡普阿斯河（Kapuas）与巴里托河（Barito），以及新几内亚的塞皮克河（Sepik）与弗莱河（Fly）。介于两个陆棚之间，从深海里陡峭升起的岛屿，没有机会在深海周围产生沿海平原和三角洲，平坦的低地很有限，河流一般也都短小，坡降陡峻。

## 土質
本地区土壤相当复杂。火山带的土壤及其衍生的冲积层很肥，如中爪哇和东爪哇、苏门答腊部分地区以及西里伯斯的零散地方。砖红壤产生于马来亚、婆罗洲及稳定的巽他陆棚其他岛屿，对农业而言，土壤贫瘠，有时简直无法利用。在巽他陆棚边缘的印度尼西亚大岛上，有广阔的沿海沼泽，沼泽表面积聚著枯死的植物，使原本没有利用价值的土地，具有潜在的肥力。

## 氣候
马来群岛全部位于热带，在赤道两侧各10个纬度之间，气温高，年平均27℃（80℉），屬於熱帶雨林氣候。年温差在赤道上只有几度，离赤道越远，温差逐渐增大。温度变化也受到附近海洋的影响和调节。
影响气候变化的因素是降水，年降雨量从苏门答腊和爪哇山地迎风坡的八千一百三十公釐（320吋）以上，到苏拉威西西部与小巽他群岛的雨影带不足五百公釐（20吋）。群岛大部分年平均兩千公釐（80吋）以上，全年均勻分佈，但从中爪哇往东到全部小巽他群岛，年降雨量逐步减少而旱季拉长。另一个气候变化因素是台风，每年7∼11月份，从西南太平洋上向西和向北吹来二十多起台风。

## 人口
馬來群島的人口逾3億，人口最稠密的島嶼為爪哇島。另外，印尼約17,500個島嶼中，6,000個有人居住。馬來群島人以南島語族亞族居多，說相應的西馬來-波里尼西亞語。相比東南亞大陸民族，東南亞地區與其他太平洋的南島語族有較多社會和文化聯繫。
馬來西亞半島包括在Maritime Southeast Asia，大洋洲南島語族以外的所有民族劃分在此文化區域。
該地區的主要宗教有伊斯蘭教、基督宗教（新教、天主教）、佛教、道教、中國民間信仰、印度教，以及傳統的自然宗教。

## 居民
馬來群岛的主要居民似乎是从东南亚及南亚大陆移来的。在本地区的原始居民中有矮黑人（Negroid），亦称尼格利陀人（Negritos）。他们被约在四千年前开始从亚洲大陆入境的原古马来人所取代或吸收，原古马来人带来水稻种植与家畜饲养技能。约在西元前3世纪从东南亚来的马来人接踵而至，散布到印度尼西亚和菲律宾各地，他们然後又被继来的民族如孟-高棉、泰、缅人挤出亚洲大陆（马来半岛除外）或吸收掉。馬來群岛的马来族系後来又同阿拉伯人、印度人及華人有小规模的混合。
馬來群岛居民讲多种语言，属于马来-波里尼西亚语系，亦称澳斯特罗尼西亚诸语言（Austronesian languages）。现代居民的多元文化主要是印度教、伊斯兰教、基督宗教与佛教文化作用的结果。

## 经济

### 农业
农业为本地区的首要经济活动。大部分居民是农民，直接或间接以农为生，农业经济多种多样，大多数农民是自给性的稻农，种植水稻，有时也以玉米、芋类或木薯作主粮。本区域的集约稻作区出现在河流谷地、三角洲及沿海沼泽带的肥沃冲积土上，而甘蔗、椰乾、香料、橡胶、烟草及植物纤维等经济作物也有小农种植。种植园生产价值高的出口品橡胶、棕油、剑麻、金鸡纳霜（奎宁）和茶叶，还有咖啡、烟草和椰乾。山区游耕农在高坡上种植山稻和玉米。畜牧业规模小，除印度尼西亚东部群岛外，很少大群饲养。一般经常饲养的大牲畜是水牛和黄牛，用动物拉犁是本地区农业的基础。

### 天然資源
森林提供有价值的资源，如木材、树脂、藤条及其他林产品。木材出口对于婆罗洲及苏门答腊欠发达的经济特别重要。

#### 礦業
本地区大部分所在的巽他陆棚是世界上高度成矿带之一，富含锡、金、铜、锌、银、铅、铁、锰、铬、钴、钒、钼和钨，还有广泛分布的石灰岩、萤石、高岭土、石膏、泥灰岩、矽砂和盐。第二次世界大战以後，各国相继独立，不仅加强传统采矿业，并开发过去未曾普遍开采的各种矿产，如石油、天然气、铁矿石、铝土、镍和铜。石油矿区分布在汶莱、婆罗洲东部等处，铝土和镍则产于印度尼西亚。矿产开发影响当地景观，也促进都市和交通发展。

### 工業
虽然本地区不是世界大贸易集团之一；但这里佔世界天然橡胶出口量的一半以上和锡的出口量1/3左右。印尼只有1/7的国内生产总值来自制造业，其馀国家则佔到10∼25％。乡村工业有橡胶和棕油的初加工、小规模碾米、砖瓦业。城市工业有大规模碾米、橡胶二次加工、炼锡和纺织，还有玻璃、肥皂、香烟及其他消费品的制造业。

## 历史
马来群岛历史
通常被分成史前时代，佛教–印度教时代，伊斯兰时代和殖民时代。
史前时代
第一批智人大约在70000-60000年间来到努山塔拉，约在公元前2500和1500年今中国南方的原始马来人陆续来到了马来群岛，并与当地土著通婚形成今印尼和马来西亚的主体民族马来人。他们已经拥有种植的技术并精于航海，公元后印度人则带来了先进的政治制度。
佛教-印度教时代(0-1500年）
也被叫做黑暗时代，印度商人在公元前带来了印度教。第一个印度教王国jawa dripa大约在公元前两百年建立，但是从东加里曼丹省出土的石碑铭文来看，这个时间可能可以提前到公元前四百年的古泰国。
公元7到13世纪，三佛齐统一了苏门答腊到瓜哇岛的大部分地区，除了在1017年被朱罗王朝入侵外，三佛齐长期统治着努山达拉，直到14世纪被满者伯夷取代，三佛齐毁灭后，部分皇室逃到马来半岛并建立马六甲王朝，也是在14世纪伊斯兰教开始在马来群岛传播
伊斯兰教时代(1500年-现在）
也叫做光明时代，马六甲王朝在第二任君主伊斯干达沙时代改信伊斯兰教，随后成为伊斯兰在马来群岛的传播中心，在马六甲陷落则转移到了亚齐到14世纪末除菲律宾巴厘岛和其他小部分地区外，整个努山达拉都信仰了伊斯兰教,满者伯夷在取代三佛齐后进入了顶峰，但在最贤明的哈亞·烏魯克Hayam Wuruk死后国家变陷入内战，并失去了大量外围的附庸国，而且明朝在郑和下西洋后也开始支持马六甲王国以对抗满者伯夷。殖民时代后这里变诞生了马来西亚印尼文莱新加坡和东帝汶五国，印尼刚独立时曾试图统一马来群岛。
殖民时代
殖民时代始于1511年马六甲陷落于葡萄牙人，1521年麦哲伦将宿雾纳入西班牙帝国1684年英国从吉打苏丹国手上得到槟城和威省，1824年英荷条约划分了马来群岛的势力范围，在加上西班牙菲侓宾和葡萄牙东帝汶现代马来群岛的国界就此定下，太平洋戰爭初期，日本人擊敗欧洲殖民者，控制馬來群島大部分地區，这个时期激发了民族主义的成长，战後英國及荷蘭曾經嘗試繼續維持殖民統治，但該區的民族都爭取獨立。

## 外部連結

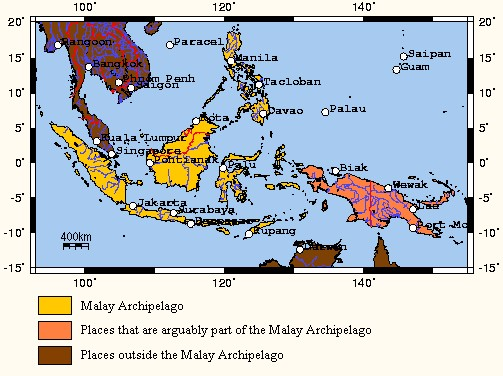
马来群岛的地理區域（黄色），有爭議（橙色）

- Wallace, Alfred Russel. The Malay Archipelago, Volume I （页面存档备份，存于）, Volume II.